# Jemez Springs (Novo México)
Predefinição:Info/Localidade dos Etados Unidos
Jemez Springs é uma vila localizada no estado americano de Novo México, no Condado de Sandoval.

## Demografia
Segundo o censo americano de 2000, a sua população era de 375 habitantes.
Em 2006, foi estimada uma população de 398, um aumento de 23 (6.1%).

## Geografia
De acordo com o United States Census Bureau tem uma área de 12,4 km², dos quais 12,4 km² cobertos por terra e 0,0 km² cobertos por água. Jemez Springs localiza-se a aproximadamente 1889 m acima do nível do mar.

## Localidades na vizinhança
O diagrama seguinte representa as localidades num raio de 36 km ao redor de Jemez Springs.